# Francesco Algarotti
El comte Francesco Algarotti   (Venècia, 11 de desembre de 1712 - Pisa, 3 de maig de 1764) fou un filòsof, poeta, assagista, anglòfil, crític d'art i col·leccionista d'art. Era un home molt il·lustrat, un expert en newtonisme, arquitectura i òpera. Va ser amic de Frederic el Gran i d'alguns pensadors i científics destacats del seu temps: Voltaire, Jean-Baptiste de Boyer, marquès d’Argens, Pierre-Louis Moreau de Maupertuis i l’ateu Julien Offray de La Mettrie. Lord Chesterfield, Thomas Gray, George Lyttelton, Thomas Hollis, Metastasio, Benet XIV i Heinrich von Brühl es trobaven entre els seus corresponsals.

## Biografia
Algarotti va néixer a Venècia com a fill d’un ric comerciant. El seu pare i el seu oncle eren col·leccionistes d'art. A diferència del seu germà gran Bonomo, no va entrar a la companyia, sinó que va decidir convertir-se en autor. Francesco va estudiar ciències naturals i matemàtiques a Roma i Bolonya amb Francesco Maria Zanotti i el 1728 va experimentar amb l'òptica. (Zanotti es va fer amic de tota la vida.) Va ser educat a la seva Venècia natal, a Roma i Bolonya. La seva curiositat juvenil el va portar a viatjar extensament i va visitar París per primera vegada als seus vint anys. Allà la seva urbanitat, la seva conversa brillant, el seu bon aspecte i la seva versàtil intel·ligència van impressionar ràpidament intel·lectuals com Pierre-Louis Moreau de Maupertuis i Voltaire. Dos anys més tard va estar a Londres, on va ser nomenat membre de la Royal Society. Es va veure embolicat en un animat triangle amorós bisexual amb el polític John Hervey i Lady Mary Wortley Montagu. Algarotti va marxar a Itàlia i va acabar el seu Neutonianisme per lle dame ("Newtonism for Ladies") (1737 - dedicat a Bernard le Bovier de Fontenelle) - un treball format per informació sobre astronomia, física, matemàtiques, dones i ciències i educació.

## Carrera
Algarotti havia conegut Antiokh Kantemir, un diplomàtic, poeta i compositor moldau. Va ser convidat a visitar Rússia per les noces del duc Anthony Ulrich de Brunswick. El 1739 marxà amb Lord Baltimore de Sheerness a Newcastle upon Tyne. A causa d'una forta tempesta, el vaixell es va refugiar a Harlingen. Algarotti estava descobrint "aquesta nova ciutat", que va anomenar la gran finestra ... a la qual Rússia mira Europa. De tornada de Sant Petersburg, van visitar Frederic el Gran a Rheinsberg. Algarotti tenia obligacions a Anglaterra i va tornar l’any següent. Després, Algarotti va anar junt amb Frederick a Königsberg, on va ser coronat.
Nandl Baldauf, la belle chocolatière (1743/44). El pastel de Liotard va ser venut el 1745 per Algarotti a Dresden.
Frederic, que va quedar impressionat amb aquesta enciclopèdia ambulant, va fer que ell i el seu germà Bonomo fossin comtes prussians el 1740. Algarotti va acompanyar Frederick a Bayreuth, Kehl, Estrasburg i el castell Moyland on es van reunir amb Voltaire, que prenia banys a Kleve per la seva salut. In 1741 Algarotti went to Turin as his diplomat. El 1741 Algarotti va anar a Torí com a diplomàtic. Frederick li havia ofert un sou, però Algarotti es va negar. Primer, va anar a Dresden i Venècia, on va comprar 21 quadres, alguns de Jean-Étienne Liotard i Giovanni Battista Tiepolo per a la cort d'August III de Polònia. Algarotti no va aconseguir induir el Regne de Sardenya a llançar un atac traïdor contra Àustria.